# アラン・キング
アラン・キング（Alan King,  本名：Irwin Alan Kinberg, 1927年12月26日 - 2004年5月9日）は、アメリカ合衆国の俳優、コメディアン。

## 来歴
ニューヨークにポーランド系ユダヤ人の家系に生まれる。
俳優、コメディアンとして舞台・映画・テレビで活躍、1972年の第44回アカデミー賞授賞式では、ヘレン・ヘイズ、サミー・デイヴィスJr.、ジャック・レモンと共に司会を務めた。
2004年5月9日、肺癌のため死去、76歳。

## 主な出演作品
- 艦隊は踊る Hit the Deck  (1955)
- 雨の夜の慕情 Miracle in the Rain (1956)
- 追憶 The Helen Morgan Story (1957)
- ダイナミック作戦 On the Fiddle (1961)
- グッバイ・ヒーロー Bye Bye Braverman (1968)
- ショーン・コネリー/盗聴作戦 The Anderson Tapes (1971)
- プリンス・オブ・シティ Prince of the City (1981)
- 探偵マイク・ハマー 俺が掟だ! I, the Jury, (1982)
- 喝采の陰で Author! Author! (1982)
- キャッツ・アイ Cat's Eye (1985)
- メモリーズ・オブ・ミー Memories of Me (1988)
- 敵、ある愛の物語 Enemies, A Love Story (1989)
- 虚栄のかがり火 The Bonfire of the Vanities (1990)
- ナイト・アンド・ザ・シティ Night and the City (1992)
- カジノ Casino (1995)
- ブレイブ・リトル・トースター 火星へ行こう The Brave Little Toaster Goes to Mars (1998) アニメ映画、声の出演
- ラッシュアワー2 Rush Hour 2 (2001)
- サンシャイン・ステイト Sunshine State (2002)